# Реальгар
Реальгар (фр. réalgar, от араб. рахдж аль гхар, буквально — пыль пещеры, рудника), также сандарра́к (устар.) или красная мышьяковая обманка — рудный минерал класса сульфидов состава AsS или As2S2 (сульфид мышьяка).
Кристаллическая структура сложная; построена из отдельных молекул As4S4; ионы серы образуют квадрат, а мышьяка — тетраэдр; центры квадрата и тетраэдра совпадают. Кристаллизуется в моноклинной сингонии, образуя призматические кристаллы. Цвет реальгара от огненно-красного до оранжево-жёлтого. Встречается обычно в виде сплошных зернистых масс, тонких прожилок, вкраплений или порошкообразных землистых скоплений.
Красный сульфид мышьяка As2S2 — древняя краска. Плиний упоминает её под названием «сандаррак». Её описывает Ченнини, но особо не хвалит. Данный пигмент в старой живописи встречается довольно редко, а начиная со второй половины XIX века фактически не встречается.
Реальгар имеет гидротермальное происхождение. Часто встречается вместе с аурипигментом, киноварью, антимонитом в глинах, изменённых глинистых мергелях и сланцах, а также в рудных жилах. Аурипигмент и реальгар — важные руды мышьяка. Минерал сильно ядовит, канцероген, требует предосторожностей при любом контакте, особенно опасна мелкодисперсная пыль.

## Происхождение
Происхождение низкотемпературно-гидротермальное. Реальгар обычно находится вместе с аурипигментом или с антимонитом; в качестве незначительной примеси иногда также со свинцовыми, серебряными и золотыми рудами. Встречается также как продукт возгонки при вулканических извержениях и в виде отложений из горячих источников. Под действием солнечного света разлагается и переходит в жёлтый порошок из смеси аурипигмента As2S3 и арсенолита As2O3.
Для реальгара, так же как и аурипигмента, существует три полиморфные разновидности — моноклинные α- и β- и чёрный аморфный — γ-Аs2S3. В природе, несомненно, существуют α- и β-реальгар; существование же аморфного черного реальгара с точностью не доказано. Также в природе в экстремальных условиях временно существует жидкий реальгар и весьма вероятно присутствие газообразного реальгара.:204
Реальгар и аурипигмент очень часто встречаются вместе в тесных ассоциациях, что вполне естественно, поскольку аурипигмент нередко образуется из реальгара.:205-206 Реальгар умеренно стабилен и постепенно изменяется, главным образом, под воздействием света. Кристаллические массы реальгара с поверхности постепенно превращаются в светло-оранжевый порошок, который является довольно устойчивым по своему составу и состоит из As2S2, As2S3, As4S3, Аs2О3. Этот продукт был целесообразно выделен в качестве особого минерала — оксиреальгара. Также известны случаи перехода реальгара в фармаколит. Кроме указанных выше продуктов окисления, которые наблюдаются едва ли не во всех месторождениях реальгара, известны также и прямые переходы его в аурипигмент. Всё это указывает на временный характер существования реальгара в природе – при распадении сложных серно-мышьяковых соединений; в окончательном результате получаются отдельно кислородные соединения мышьяка и серы.:210

## Месторождения
Месторождения реальгара имеются в Закавказье (Эльбрусский рудник); за рубежом — в Грузии, Киргизии, Чехословакии, Румынии, Греции, США, Японии и др. странах.
В относительно больших количествах реальгар встречается как спутник аурипигмента в аурипигментовых жилах и вместе с ним добывается как руда для получения металлического мышьяка (содержит 70,1 % As).

## Применение
Применяется как добавка для повышения жаростойкости меди, в производстве свинцовой дроби, некоторых типографских сплавов, а также мышьяково-кадмиевых баббитов. Используется в темперной живописи в качестве оранжевого минерального пигмента.
Иногда реальгар встречается во время археологических раскопок — в погребениях кочевников юга России.

## Токсичность
Минерал содержит мышьяк, поэтому ядовит и канцерогенен, как и все другие соединения мышьяка. Причём, мелкодисперсная пыль особенно опасна.

## Упоминания в литературе
В "«Кентербери́йских расска́зах» (англ. The Canterbury Tales) английского поэта четырнадцатого века  Джеффри Чосера в "работе алхимика" упомянут и реальгар:

И вот опять до света кальцинируй,
Подцвечивай, цеди и дистиллируй
Сквозь глину, мел, а то и сквозь белок,
Сквозь соль, буру, поташ, золу, песок,
Сквозь реальгар, вощеную холстину...
........
/Пролог слуги Каноника, пер. Кашкина/